# 長久寺 (名古屋市)

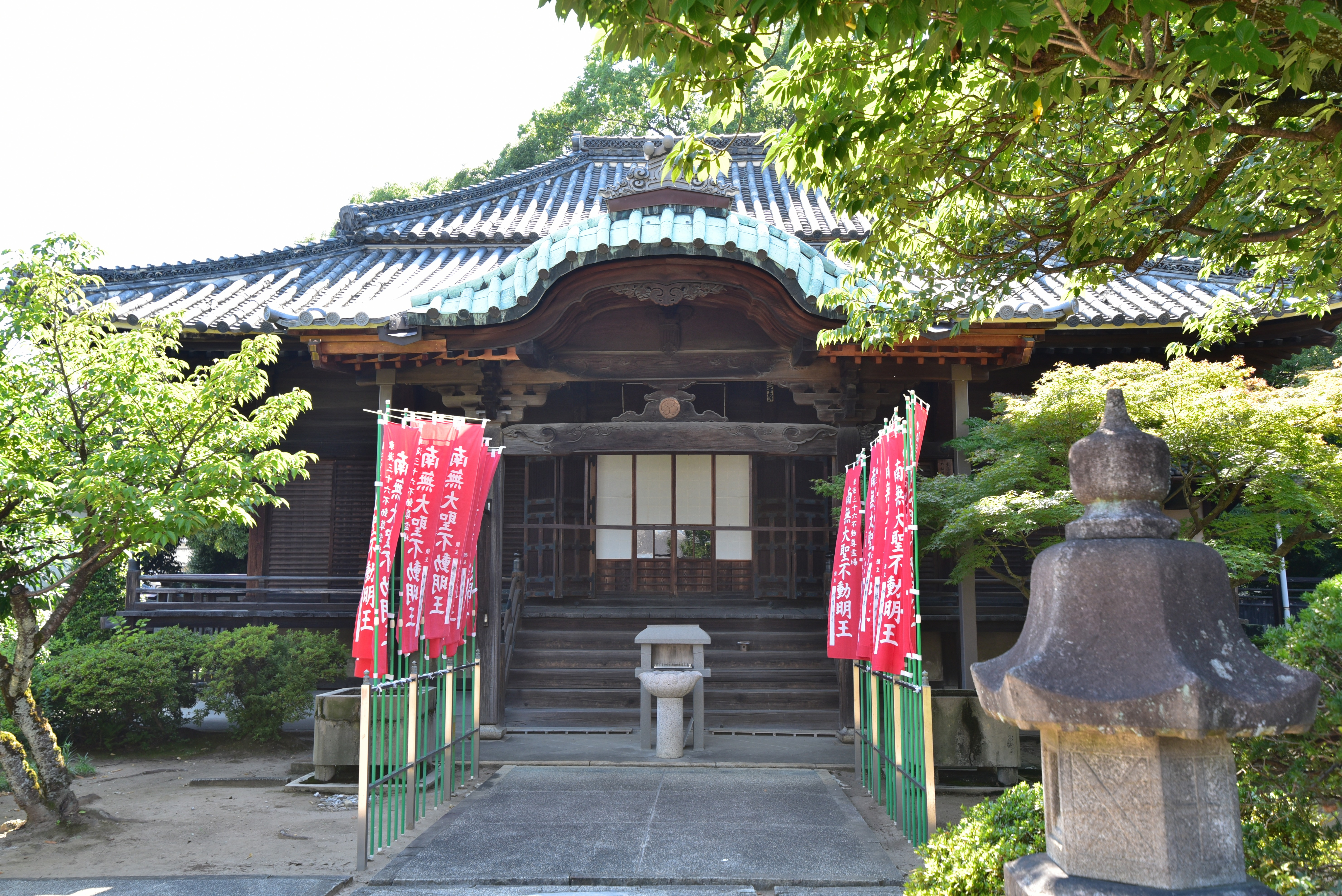
本堂

長久寺（ちょうきゅうじ）は、愛知県名古屋市東区白壁三丁目にある真言宗智山派の寺院。山号は東岳山。院号は一乗院。本尊は不動明王。

## 歴史
この寺は、1600年（慶長5年）尾張国清洲城に移された松平忠吉がその翌年に武蔵国長久寺から重敒を開山に迎えて創建されたものである。1610年（慶長15年）徳川義直が名古屋城へ入ると現在地に移された。尾張徳川家の祈願所となるとともに、新義真言宗の学問所が設置された。

## 文化財
名古屋市指定有形民俗文化財
- 庚申塔[1]　寛文8年(1668年)

## 所在地
- 愛知県名古屋市東区白壁三丁目24番47号